# Džemal Merdan
Džemal Merdan, general Armije BiH. Jedan od aktivnih sudionika rata u BiH. Obnašao više zapovjednikh dužnosti, od zapovjednika Patriotske lige Zeničkog okruga pa do zamjenika zapovjednika 3. korpusa Armije BiH. Proveo jedno vrijeme u SAD-u gdje je stekao naslov "NATO general". Prošao je sve vojne škole JNA gdje je i bio na zapovjednim položajima sve do 1991. godine.
Sredinom 1993. sudjelovao kao predstavnik muslimansko-bošnjačke vojske na sastancima u svezi s potpisivanjem sporazuma o prekidu vatre.
Već je tijekom osmomjesečne blokade hrvatske enklave u Lašvanskoj dolini tražio predaju tamošnjeg HVO-a i to ucjenama Slobodanu Langu. Kad je humanitarni konvoj Bijeli put za Novu Bilu i Bosnu Srebrenu konačno 20. prosinca 1993. došao do od 70.000 Hrvata Lašvanske doline i probio osmomjesečnu blokadu Središnje Bosne, dogovoreno je dvodnevno primirje. 22. prosinca 1993. izdao Merdan je izdan naredbu za napad (akcija "Krvavi Badnjak") pred kraj primirja. U naredbi između ostalog, stoji:
Džemal Merdan bio je svjedok obrane Enveru Hadžihasanoviću pred Haaškim tribunalom.
Iskoristivši činjenicu da su hrvatski državljani, predsjednici više udruga Domovinskog rata u BiH prijavili su skupinu muslimansko-bošnjačkih visokih časnika tzv. Armije BiH, među ostalima zamjenika zapovjednika III. korpusa Džemala Merdana. Sumnjiče ih stotine slučajeva zločina, ubojstva, mučenja, zatočenja, protjerivanje i razna zlostavljanja, ratne zločine i zločine protiv čovječnosti. Glavnom državnom odvjetniku Republike Hrvatske Dinku Cvitanu prijavu su podnijeli 2. ožujka 2017. u Zagrebu.